# لوكاس أغيرو
لوكاس أغيرو (بالإسبانية: Lucas Agüero)‏ هو لاعب كرة قدم أرجنتيني في مركز الهجوم، ولد في 28 أبريل 1997 في Godoy Cruz, Mendoza ‏ في الأرجنتين. لعب مع غودوي كروز.

## وصلات خارجية
- لوكاس أغيرو على موقع قاعدة بيانات كرة القدم.إي يو (الإنجليزية)
- لوكاس أغيرو على موقع Soccerway.com (الإنجليزية)